# Liste der Stolpersteine im Komitat Békés

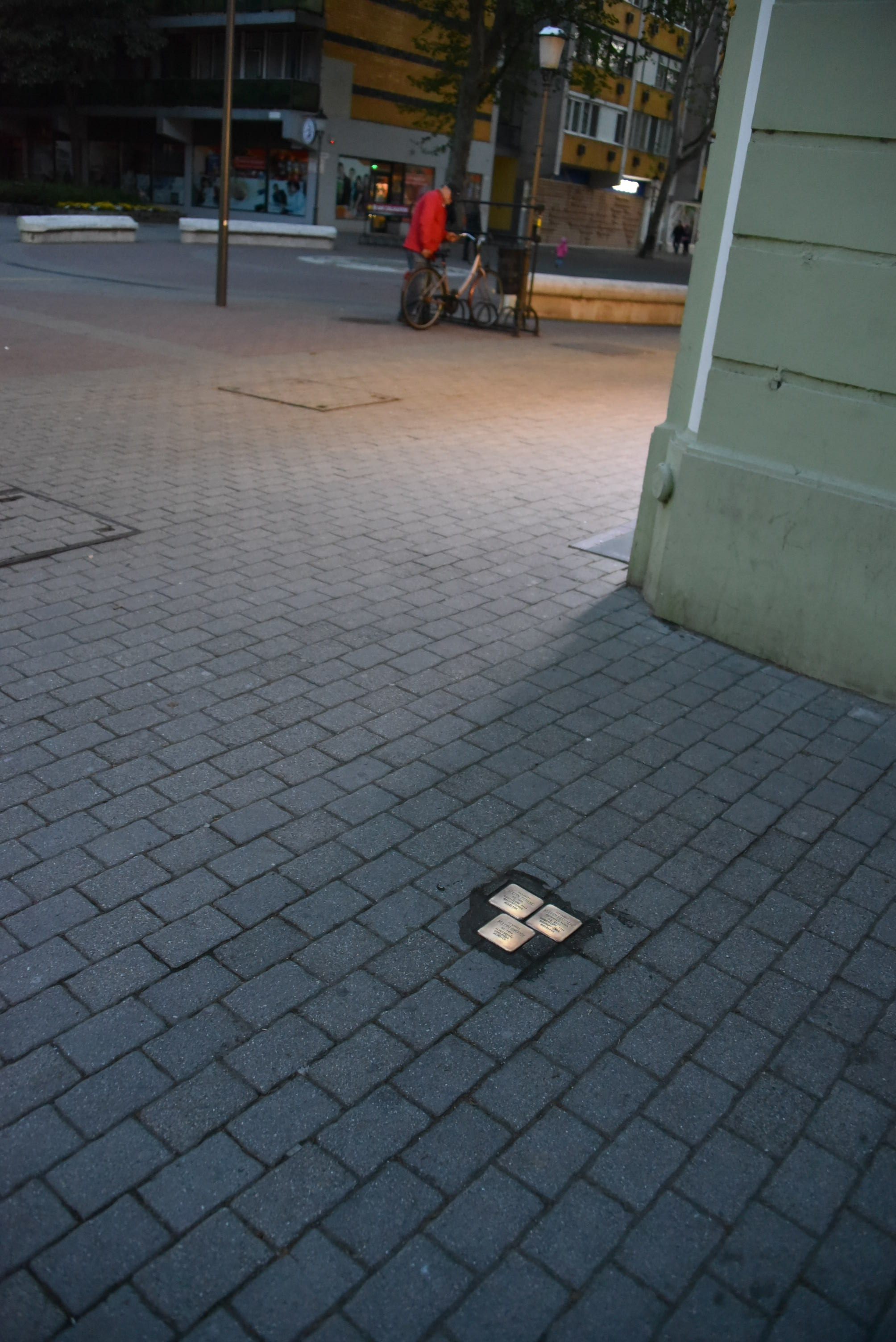
Stolpersteine in Békéscsaba

Die Liste der Stolpersteine im Komitat Békés enthält die Stolpersteine in der ungarischen Region Békés. Stolpersteine erinnern an das Schicksal der Menschen, welche von den Nationalsozialisten ermordet, deportiert, vertrieben oder in den Suizid getrieben wurden. Die Stolpersteine wurden von Gunter Demnig verlegt und liegen im Regelfall vor dem letzten selbstgewählten Wohnsitz des Opfers. Stolpersteine heißen auf Ungarisch Botlatókő.
Die ungarische Namensschreibung setzt den Familiennamen stets an die erste Stelle. Zudem besteht die Tradition, dass die Frauen mit Vor- und Zuname ihres Ehemannes bezeichnet werden – mit der zusätzlichen Endung -né nach dem Vornamen. Die Frau von Bónis Adolf ist also Bónis Adolfné. Auf den Stolpersteinen ist zumeist der Geburtsname der Frau in der Zeile darunter eingraviert.
Die ersten Verlegungen in diesem Komitat erfolgten am 30. September 2012 in Békéscsaba.

## Verlegte Stolpersteine

### Békéscsaba
In Békéscsaba wurden sechzehn Stolpersteine an fünf Adressen verlegt.
| Stolperstein | Übersetzung | Verlegeort                  | Name, Leben      |
| ------------ | --- | --------------------------- | ---------------- |
|              | HIER WOHNTE ANDRÁS ÁDÁM GEB. 1937 IN BEKÉSCSABA DEPORTIERT 26.6.1944 NACH AUSCHWITZ ERMORDET 29.6.1944                    | Deák utca 12                | András Ádám      |
|              | HIER WOHNTE JÁNOS ÁDÁM GEB. 1939 IN BEKÉSCSABA DEPORTIERT 26.6.1944 NACH AUSCHWITZ ERMORDET 29.6.1944                     | Deák utca 12                | János Ádám       |
|              | HIER WOHNTE LÁSZLÓ ÁDÁM GEB. 1905 VERSCHLEPPT IN DIE UKRAINE VERSCHWUNDEN 1943                                            | Deák utca 12                | László Ádám      |
|              | HIER WOHNTE DIE FRAU DES FERENC KULPIN JANKA FRUNWALD GEB. 1895 DEPORTIERT 1944 NACH MAUTHAUSEN ERMORDET                  | Andrássy út 19              | Janka Grunwald   |
|              | HIER WOHNTE DIE FRAU DES JÓZSEF HIRSCH GIZELLA HILF GEB. 1893 DEPORTIERT 1944 NACH AUSCHWITZ ERMORDET 29.6.1944           | Jókai utca 16               | Gizella Hilf     |
|              | HIER WOHNTE JÓZSEF HIRSCH GEB. 1934 DEPORTIERT 1944 NACH AUSCHWITZ ERMORDET 29.6.1944                                     | Jókai utca 16               | József Hirsch    |
|              | HIER WOHNTE PETÉR HIRSCH GEB. 1944 DEPORTIERT 1944 NACH AUSCHWITZ ERMORDET 29.6.1944                                      | Jókai utca 16               | Péter Hirsch     |
|              | HIER WOHNTE DIE FRAU DES IMRE LAJOS HIRSCH ROZSI JÄGER GEB. 1911 DEPORTIERT 1944 NACH AUSCHWITZ ERMORDET 29.6.1944        | Jókai utca 16               | Rózsi Jäger      |
|              | HIER WOHNTE DIE FRAU DES JÁNOS HIRSCH ELLA KOHUT GEB. 1896 DEPORTIERT 1944 NACH AUSCHWITZ ERMORDET 18.12.1944 IN STUTTHOF | Gyóni Géza utca 24          | Ella Kohut       |
|              | HIER WOHNTE FERENC KULPIN GEB. 1888 DEPORTIERT 1944 NACH MAUTHAUSEN ERMORDET                                              | Andrássy út 19              | Ferenc Kulpin    |
|              | HIER WOHNTE GYÖRGY KULPIN GEB. 1918 VERSCHLEPPT IN DIE UKRAINE ERMORDET                                                   | Andrássy út 19              | György Kulpin    |
|              | HIER WOHNTE FÜLÖP RÉVÉSZ GEB. 1852 DEPORTIERT 1944 ERMORDET IN AUSCHWITZ                                                  | Gyóni Géza utca/Andrássy út | Fülöp Révész     |
|              | HIER WOHNTE SÁNDOR RÉVÉSZ GEB. 1889 DEPORTIERT 1944 ERMORDET IN AUSCHWITZ                                                 | Gyóni Géza utca/Andrássy út | Sándor Révész    |
|              | HIER WOHNTE DIE FRAU DES LÁSZLÓ ÁDÁM LILI SAJÓ GEB. 1914 DEPORTIERT 1944 NACH AUSCHWITZ ERMORDET 29.6.1944                | Deák utca 12                | Lili Sajó        |
|              | HIER WOHNTE DIE FRAU DES SÁNDOR RÉVÉSZ FLÓRA TEVAN GEB. 1889 DEPORTIERT 1944 ERMORDET IN AUSCHWITZ                        | Gyóni Géza utca/Andrássy út | Flóra Tevan      |
|              | HIER WOHNTE DIE FRAU DES FÜLÖP RÉVÉSZ CELÍLIA VALENTIN GEB. 1858 DEPORTIERT 1944 ERMORDET IN AUSCHWITZ                    | Gyóni Géza utca/Andrássy út | Cecilia Valentin |

## Verlegedaten
- 30. September 2012
- 7. Oktober 2020: Gyóni Géza utca/Andrássy út (Familie Révész)